# University College Maastricht
University College de Maastricht (abrégé UCM) est un collège international d'arts libéraux en langue anglaise, logé dans le monastère Nieuwenhof du XVe siècle, aux Pays-Bas. Fondée en 2002, c'est le deuxième collège de son genre aux Pays-Bas. Le collège fait partie de l'université de Maastricht (néerlandais : Universiteit Maastricht) et offre un programme de spécialisation avec une charge de travail élevée pour les étudiants motivés. En 2012, l'UCM a été classé le meilleur collège universitaire aux Pays-Bas par le Guide de l'université néerlandaise (Keuzegids Hoger).

## Histoire
L’université de Maastricht, dont l'UCM fait partie, a été fondée en 1976, ce qui en fait l'une des plus jeunes universités aux Pays-Bas, et compte actuellement environ 12 000 étudiants et plus de 3000 employés. University College de Maastricht a ouvert ses portes en septembre 2002, avant de passer à un nouvel emplacement en 2006, et compte actuellement plus de 600 élèves.

## Éducation
L'éducation à l'University College de Maastricht, fournissant des baccalauréat dès arts (baccalauréat ès arts), est entièrement enseigné en  anglais. Le collège est un collège d'arts libéraux qui est défini par  Encyclopædia Britannica Concise en tant qu'un collège » ou cursus universitaire visant à transmettre des connaissances générales et développer de capacités intellectuelles générales, contrairement à un enseignement professionnel ou technique.
Les classes sont petites, mettant un accent sur l'apprentissage autonome par l'intermédiaire d'un processus de groupe structuré par la méthode de l'apprentissage par problèmes (APP). Les cours du programme UCM sont contenues dans trois concentrations : les sciences humaines, sciences et sciences sociales. Parmi ces domaines, les étudiants sont tenus de choisir eux-mêmes leur concentration, même si une combinaison de deux est possible. En plus des cours obligatoires qu'ils doivent poursuivre, les étudiants doivent choisir des cours généraux en dehors de leurs concentration.

### Les concentrations
La concentration sciences humaines comprend les disciplines universitaires en arts et études sur les médias, études culturelles, études européennes, histoire, littérature, philosophie et science et les études technologiques. La concentration en sciences, précédemment connu sous le nom sciences de la vie, comprend biologie, chimie, informatique, mathématiques, physique et développement durable. Enfin, la concentration en sciences sociales comprend administration des affaires, économie, droit international, relations internationales, science politique, psychologie, public administration et sociologie.
Cours sont en outre structurés de quadrillage de 1000 à 3000 niveau, indiquant la complexité et nécessité de connaissances préalables. En plus des cours, les étudiants sont tenus de choisir des formations de compétences, y compris, mais sans s'y limiter à argumentation, ethnographie, langues et les méthodes de recherche. Troisièmement, les étudiants sont tenus de prendre un projet, par exemple, académique débattre, par semestre.

### La structure du curriculum
Le programme d'un élève comprend les cours mentionnés ci-dessus, des formations de compétences, et de projets. UCM utilise le Système européen de transfert et d'accumulation de crédits (ECTS). Un baccalauréat ou baccalauréat en sciences de l'UCM sera composé d'un total de 180 ECTS. Les étudiants s'inscrivent à la suite d'un maximum de 30 ECTS par semestre, soit 60 ECTS pour une année complète, avec des étudiants qui reçoivent 5 ECTS pour les cours et les projets, et 2,5 ECTS pour les formations de compétences. Les élèves créent leur propre programme, avec l'aide de conseillers pédagogiques, par des cours en choisissant situés à l'intérieur de leur concentration respective en plus d'une obligation de remplir un tronc commun, composé de quatre cours, et une exigence de formation générale, composé de deux cours en dehors de la concentration de l'élève. L'objectif de ce programme est de fournir aux étudiants la possibilité de développer leurs propres préférences académiques et leurs talents et d'acquérir toute l'expertise et les compétences nécessaires pour entrer dans un masterat de haute qualité.

### Les partenariats internationaux
Depuis sa création, le collège a mis en place un certain nombre de partenariats internationaux, permettant à ses étudiants de participer à des programmes d'échanges avec des points d'étude ultérieurs de comptage pour obtenir leurs diplômes UCM. Les institutions prenant part à cet comprennent, entre autres, l'université de Séville, l'université de management à Singapour, université chinoise de Hong Kong, université d'Adélaïde, université de Californie, université George Washington, université de Richmond, université de la Reine, université d'Aarhus, université de Corée, université de Sydney et université d'Australie-Occidentale.

## Emplacement
Après des rénovations majeures, l'UCM a emménagé dans l'ancien couvent des Nieuwenhof en 2006. Situé dans le Jekerkwartier quartier dans le centre de Maastricht, la construction remonte à 1485 à proximité immédiate de fortifications de la ville de Maastricht. En 2000, plusieurs rénovations ont eu lieu, parmi la création d'une chambre commune, la rénovation de l'ancien couvent, les installations des IT, l'installation d'une bibliothèque et une salle de lecture.
L'emplacement de UCM, le Jekerkwartier, fait une partie du campus du centre ville de l'université de Maastricht, y compris sa bibliothèque centre-ville, l'école de la faculté de droit des affaires, et  Graduate School of Governance.

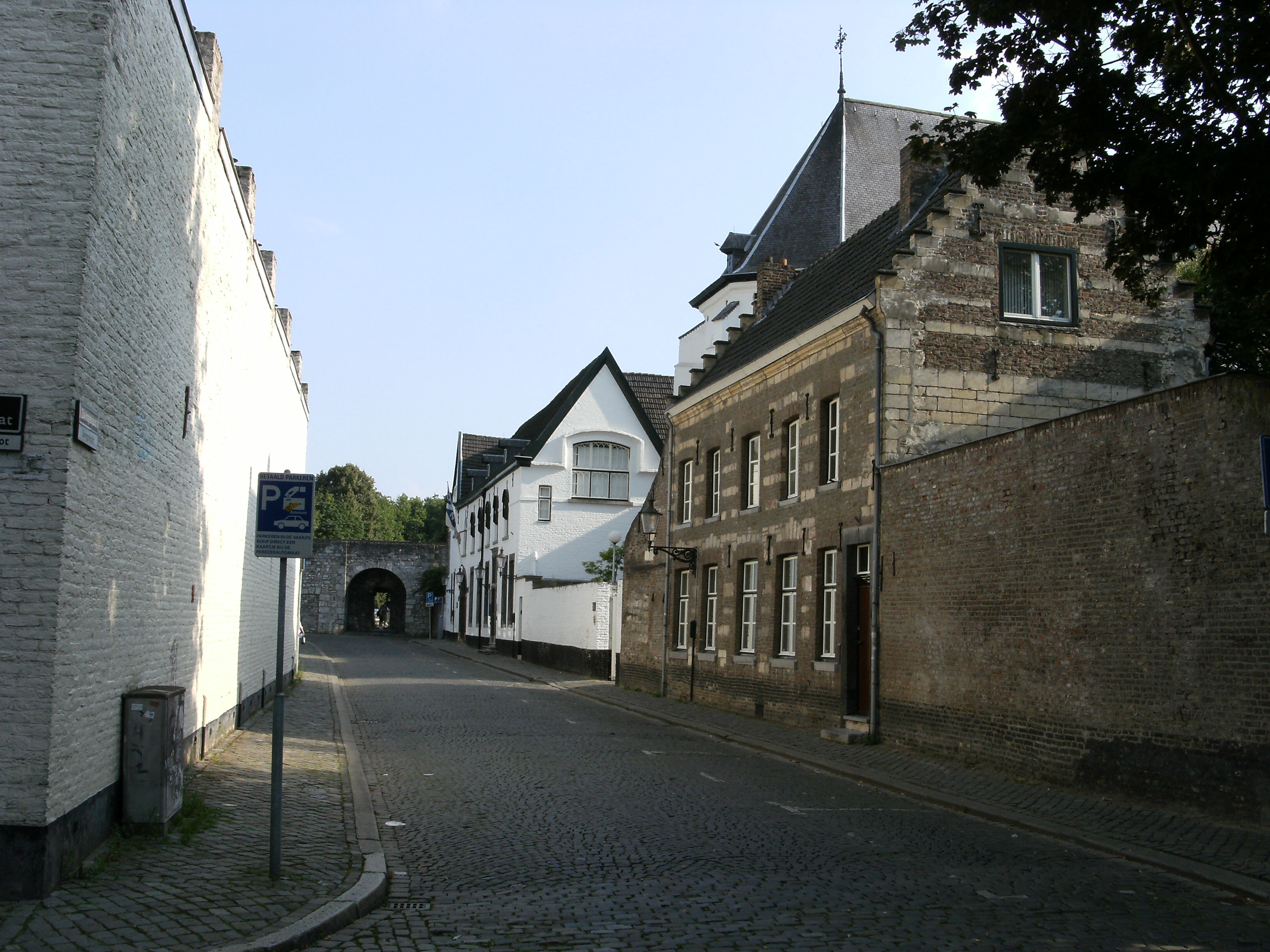
La rue Zwingelput
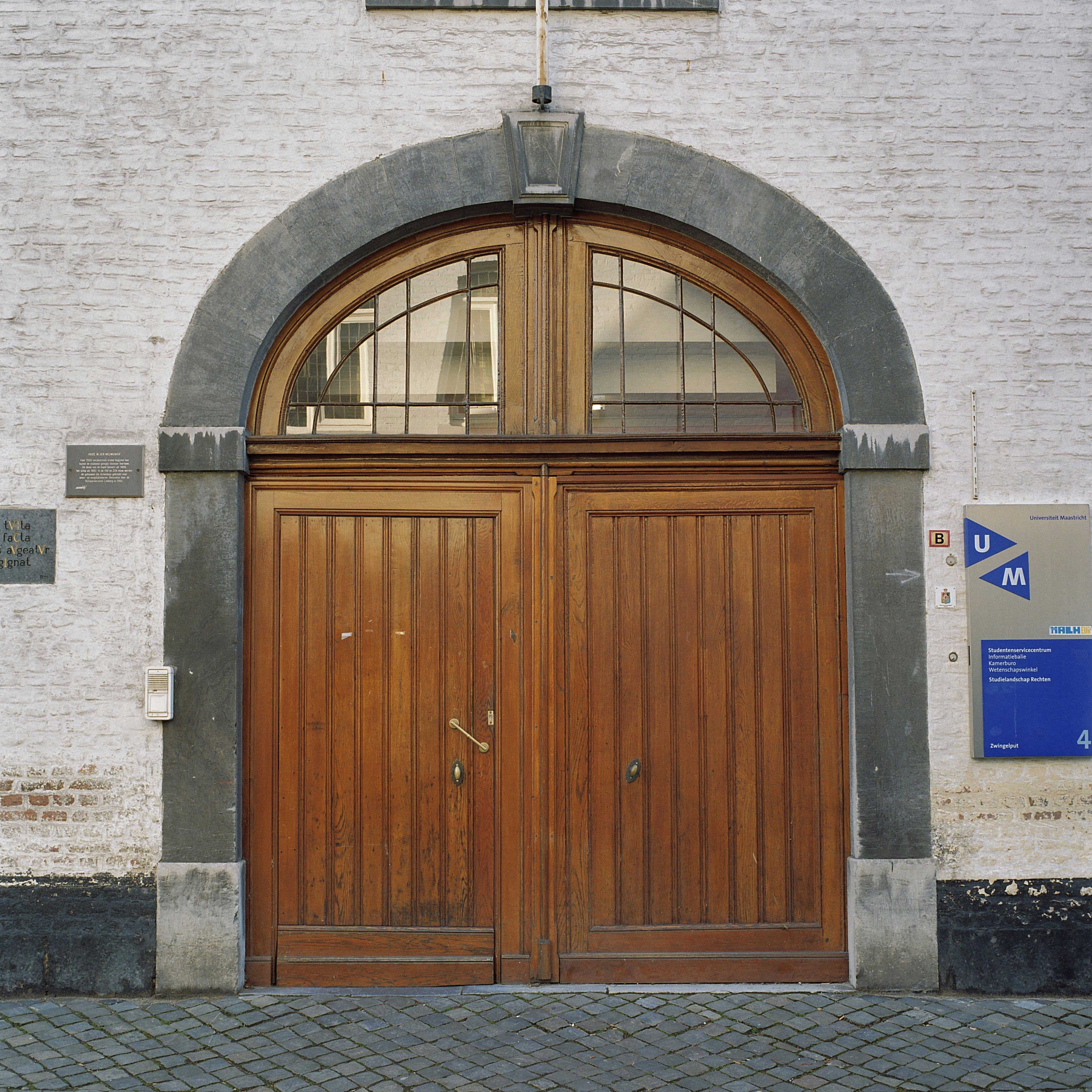
Entrée de Zwingelput 2
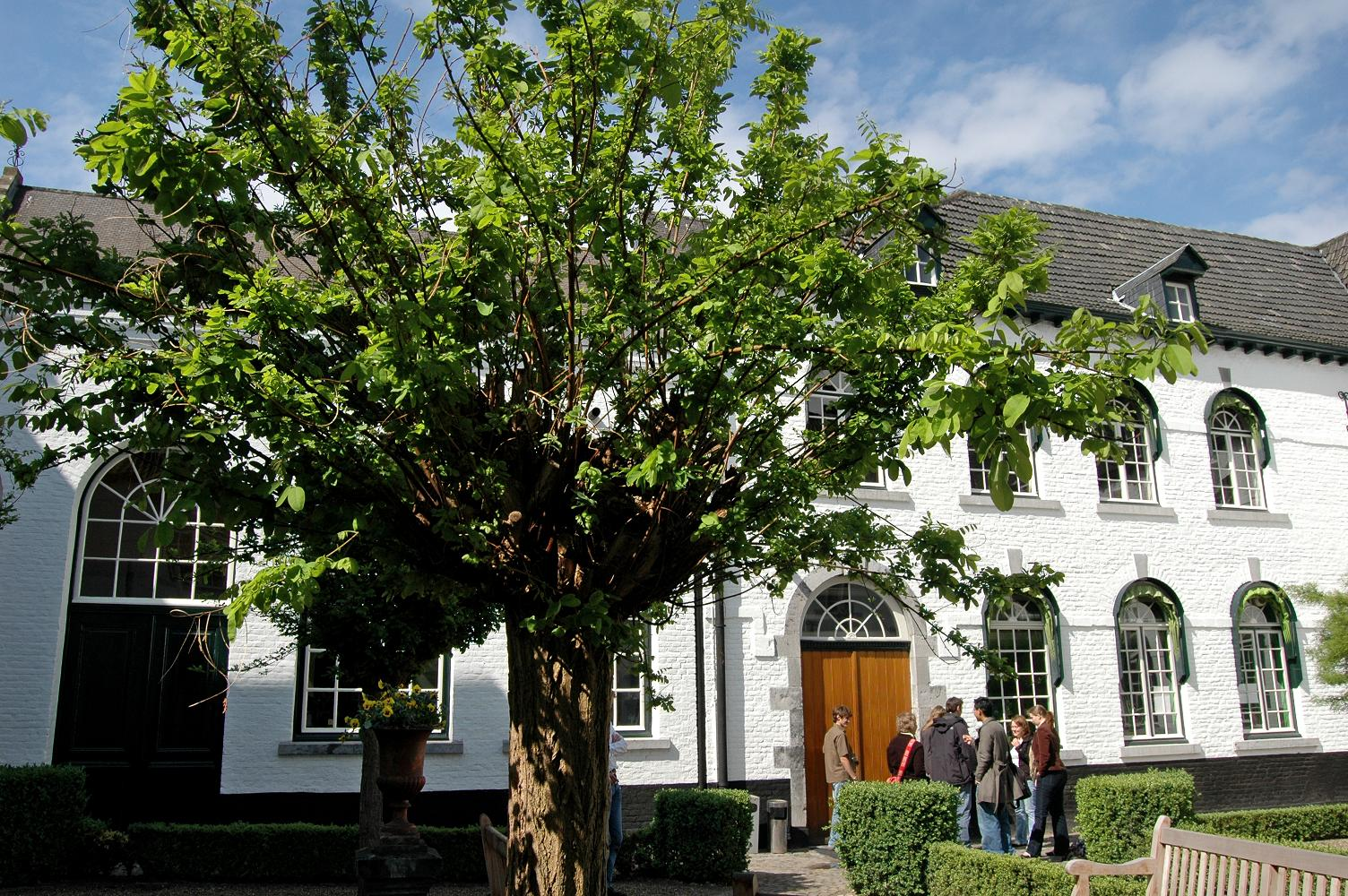
Le court
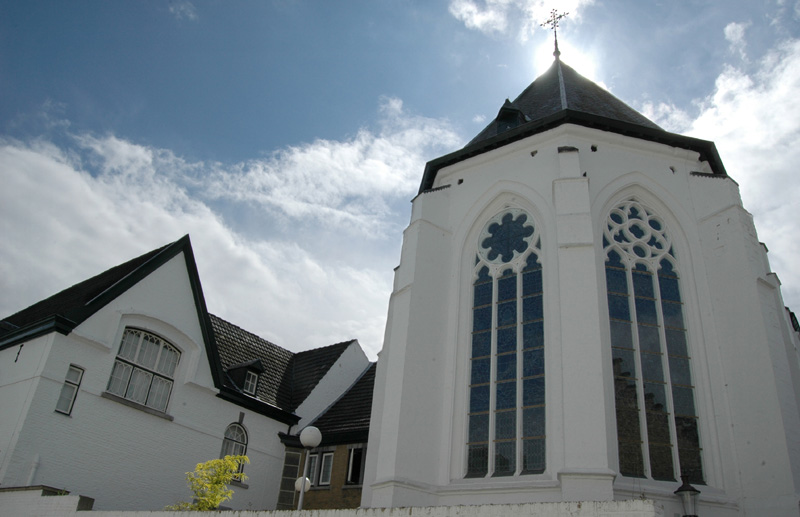
Chapelle de Nieuwenhof

## Admissions et la population étudiante
Les nouveaux étudiants UCM peuvent s'inscrire deux fois par année académique, en septembre et février. Ils sont choisis en fonction d'une lettre de motivation et d'un entretien. La population étudiante UCM comprend environ 40 nationalités différentes avec plus de 50 % provenant de l'extérieur de Pays-Bas. Les diplômés de UCM ont continué à étudier dans des universités d'autres en Europe et aux États-Unis d’Amérique, dont : université Columbia, Imperial Business School College, King's College de Londres, université de Georgetown, University College de Londres, université d'Oxford, université de Cambridge, University College Dublin, l'université de Paris-Sorbonne, le Hertie School of Governance et London School of Economics.

## Les activités parascolaires
Universalis est une société multiculturelle et multidisciplinaire des étudiants directement affiliée à l'UCM. Universalis est géré par des étudiants UCM pour les étudiants UCM. Universalis contribue à la fois à la vie scolaire et sociale à l'UCM. L'association est impliquée dans l'organisation de débats, des lectures de poésie, les partis, des collectes de fonds de bienfaisance, des excursions et de nombreux autres.

## Remarques
1. ↑  « maastrichtuniversity.nl/web/Ma… »(Archive.org • Wikiwix • Archive.is • Google • Que faire ?).
2. ↑  (en) « Liberal Arts: Encyclopædia Britannica Concise », Encyclopædia Britannica
3. ↑  « maastrichtuniversity.nl/web/Sc… »(Archive.org • Wikiwix • Archive.is • Google • Que faire ?).